# Muriel Gantry
Muriel Gantry, geboren als Agnes Muriel Cox (* 24. November 1913 in Prestwich bei Manchester; † 2000 in Sible Hedingham, Essex), war eine englische Kostümschneiderin und Autorin.

## Leben
Agnes Muriel Cox wurde in Prestwich, einem Vorort von Manchester, geboren. Die Familie zog bald nach Cheadle Hulme in der Grafschaft Cheshire und lebte in der Ladybridge Road 85. Bereits im Alter von neun Jahren las Agnes alles über den ägyptischen Pharao Tutanchamun, dessen Grab 1922 von dem Briten Howard Carter entdeckt wurde. Nach Absolvierung der ersten Schulstufe kam Agnes im Alter von elf Jahren auf die Convent of Mary Immaculate High School in Stockport. Das Mädchen wuchs in bescheidenen Verhältnissen auf. Sein Vater führte nach einer Zeit der Arbeitslosigkeit 1929 ein Geschäft für Singer-Nähmaschinen, und die Familie zog nach New Mills in der Grafschaft Derbyshire. Im April 1936 lernte Agnes den Schauspieler Ivor Novello kennen, der im Manchester Opera House auftrat, und sie beschloss, Kostümschneiderin am Theater zu werden. Schon zu dieser Zeit interessierte sich Agnes stark für die griechische Antike.
1938 beschloss Agnes Muriel Cox, ihren Namen in Muriel Gantry zu ändern. Abends nach ihrer Theaterarbeit beziehungsweise – nach Kriegsbeginn – ihrem Arbeitseinsatz in der Rüstungsgüterproduktion arbeitete Muriel Gantry an Romanen. Anfang der 1940er Jahre zog sie in die Londoner Drury Lane 180. Über ihre Nachbarin, Veronica „Veka“ Vassar, lernte Muriel Gantry 1946 Savitri Devi kennen, die erst vor kurzem aus Indien eingetroffen war und als Untermieterin in der Nachbarwohnung Aufnahme fand. Ein zentrales gemeinsames Interesse der drei Frauen war ihre Faszination für die griechische Antike, mit der Gantry sich fortan systematischer befasste.
Muriel Gantry und Veka erfuhren von Savitri Devis nationalsozialistischer Überzeugung erst nach einiger Zeit, und beide Frauen waren schockiert. Da ihnen ihre Freundin jedoch mittlerweile sehr nahestand, sahen sie keinen Grund, sich von ihr zu trennen – Muriel Gantry selbst war vollkommen unpolitisch. Savitri Devi sprach ihrerseits von nun an offen über Hitler.
Durch Savitri Devi lernte Muriel Gantry 1948 etwa den indischen Tänzer Ram Gopal kennen. Im selben Jahr begann Gantry, an ihrem Historienroman The Distance Never Changes zu arbeiten. Ende 1950 reiste Muriel Gantry erstmals auf den Kontinent und besuchte Savitri Devi in Frankreich; Anfang 1953 fuhren beide zusammen nach Griechenland und besuchten viele historische Stätten, die später in Gantrys Roman die Kulissen stellen sollten. 1961 folgte eine dritte Reise mit Savitri Devi, abermals nach Athen.
1965 erschien Muriel Gantrys Historienroman The Distance Never Changes, der gute Rezensionen erhielt, etwa von Mary Renault. Gantry arrangierte sich mit der Londoner Hippie-Szene, spielte in Theaterstücken und Filmen mit und nahm an Demonstrationen der sich abzeichnenden Gegenkultur teil. 1972 fand Muriel Gantry in Sible Hedingham ein Cottage, das sie erwarb. 1978 gab sie ihre Wohnung in London auf und zog ganz aufs Land um.
1982 besuchte Savitri Devi, die mittlerweile einen Schlaganfall gehabt hatte, ihre Freundin in deren Cottage. Hier starb Savitri Devi in der Nacht vom 21. auf den 22. Oktober kurz nach Mitternacht. Muriel Gantry kümmerte sich um die Einäscherung Savitri Devis und hielt am Sarg eine kurze (unpolitische) Abschiedsrede. 
Gantrys weiteres Leben verlief in Beschaulichkeit. Sie korrespondierte mit einigen von Savitri Devis Freunden, ohne sich für deren politische Einstellung zu interessieren.

## Schriftstellerisches Schaffen
Muriel Gantry veröffentlichte zeitlebens nur einen historischen Roman, The Distance Never Changes (1965). Zeitweise plante die Verfasserin, das Werk zu einer Trilogie auszubauen, doch dazu kam es nicht. Sie vollendete zwar noch andere belletristische Werke, doch verließen diese nie ihre Schublade.
Das 32-seitige autobiographische Typoskript aus dem Jahre 1995 CURRICULUM VITÆ of Muriel Gantry: All you ever wanted to know and a great deal you probably didn’t gibt Aufschluss über ihr eigenes Leben sowie vor allem über ihre jahrzehntelange Beziehung zu ihrer guten Freundin Savitri Devi. Dieses Skript wurde erstmals 2005 – in deutscher Übersetzung und stark gekürzt – veröffentlicht.
Muriel Gantry war eine fleißige Briefeschreiberin. Der Großteil der Korrespondenz wurde jedoch von Gantrys Nachlassverwalterin – die insbesondere jene Briefe, die Savitri Devi und Muriel Gantry von 1946 bis 1982 austauschten, als „anstößig“ empfand – vernichtet. Ein Teil der Gantry-Korrespondenz, der in anderen Quellen überlebt hat, soll ab 2006 im Zuge der Savitri-Devi-Forschung in englischer Sprache publiziert werden.